# (31435) Benhauck
(31435) Benhauck est un astéroïde de la ceinture principale.

## Description
(31435) Benhauck est un astéroïde de la ceinture principale. Il fut découvert le 23 janvier 1999 à Caussols par le programme OCA-DLR Asteroid Survey. Il présente une orbite caractérisée par un demi-grand axe de 2,23 UA, une excentricité de 0,10 et une inclinaison de 4,8° par rapport à l'écliptique.